# 米氏霍蘭擬三棘魨
米氏霍蘭三棘魨（学名：Hollardia meadi）為輻鰭魚綱魨形目擬三刺魨亞目擬三棘魨科的其中一種，分布於西大西洋區，從美國佛羅里達州、巴哈馬群島至南美洲北部海域，棲息深度54-450公尺，體長可達10公分，棲息在底層水域，生活習性不明。